# Свете књиге у исламу
Свете књиге у исламу су текстови за које муслимани вјерују да их написао Алах преко разних пророка током историје човјечанства. Све ове књиге, по муслиманском вјеровању, објавиле су прописе и законе које је Бог одредио људима.
Муслимани вјерују да је Куран коначно Божије откривење човјечанству, као и завршетак и потврда претходних списа. Упркос примату који муслиману дају Курану као посљедњој Божијој ријечи, ислам говори о поштовању свих претходних светих списа, а вјеровање у све објављене књиге је један од шест стубова исламске вјере.
Међу књигама које се сматрају откривеним, три поменуте у Курану су Таврат (Тора или Закон) објављен Муси (Мојсије), Забур (Псалми) објављени Давуту (Давид) и Инџил (Јеванђеље) објављено Иси (Исус).

## Главне књиге

### Куран
Куран је средишњи религијски текст ислама, за који муслимани вјерују да је Божија објава (арап.  — „Алах”). Куран је подјељен на поглавља (сура), која се затим дијеле на стихове (ајет). Муслимани вјерују да је Куран усмено откривење Алаха Мухамеду преко анђела Гаврила (Џибрил), постепено у периоду од отприлике 23 године, када је Мухамед имао 40 година и закључно са 63, у години његове смрти.[17:106] Муслимани Куран сматрају најважнијим Мухамедовим чудом, доказом његовог пророчанства, и кулминација низа божанских порука које су почеле порукама откривеним Адаму и завршиле се са Мухамедом. Сматра се за најбоље дјеле у класичној арапској књижевности.

### Тора
Према Курану, Тора је објављена Мојсију (Муса),[53:36] али муслимани тврде да је тренутна Тора током година изложена изобличењима и да више није поуздана. Мојсије и његов брат Арон (Харун) користили су Тору да проповједају Израелитима (арап.  — „синови Израела”).

### Забур
Куран помиње Забур, који се често тумачи као Псалми, као свети спис откривен краљу Давиду (Давуд). Научници су често схватали да су псалми свете пјесме хвале, а не књига која даје закон. Многи муслимански научници још увијек хвале актуелне псалме, али муслимани углавном претпостављају да су неки од садашњих псалама написани касније и да нису божански откривени. Куран 21:105 и Psalm 37:29 су непосредни пандани.

### Инџил
Инџил је били света књига откривена Исусу (Иса), према Курану. Иако неки муслимани вјерују да се Инџил односи на цио Нови завјет, већина научника и муслимана вјерује да се не односи на Нови завјет, него на првобитно Јеванђеље, дато Исусу као Алахова ријеч. Дакле, према муслиманском вјеровању, Јеванђеље је била порука коју је Исус, под божанским надхнућем, проповједао дјеци Израела. Садашња канонска јевађеља, по вјеровању муслиманских научника, нису божански откривена, већ су документи о Исусовом животу, писани од стране разних савременика, ученика и сапутника. Ова јевађења, према муслиманском вјеровању, садрже дијелове Исусовог учења, али нити представљају нити садрже првобитно Алахово јевађеље, које је искривљено и/или изгубљено.

## Додатни свици и текстови
Куран такође помиње два древна свитка и још једну могућу књигу:

### Аврамови свици
Вјерује се да су Аврамови свици (арап. صحف إبراهيم) били једно од најранијих списа, које су дали Авраму (Ибрахим),[87:19] а касније користили Измаел (Исмаил) и Исак (Исхак). Иако се обично називају „свици”, многи преводиоци су арапску ријеч сухур као „књига”. Аврамови свици се сада сматрају изгубљеним, а не искривљеним, иако су неки научници идентификовали са Аврамовим завјетом, апокалиптичним дјелом литературе који је био доступан на арапском језику у вријеме Мухамеда. У Курану постоји стих „Списи ”у којем се поред Аврамових свитака помиње и Мојсијеви свици и Књиге ранијих откривења.[87:18–19]

### Мојсијеви свици
Муслимани сматрају да се Мојсијеви свици (арап. صُحُفِ مُوسَىٰ), који садрже неке од Мојсијевих откривења, не односе на Тору, него на откривења поред Торе. Неки научници сматрају да би се можда могла позвати на Књигу о ратовима Господњим, изгубљеним спис о коме се говори у Старом завјету или Танаху у Књизи бројева. У Курану постоји стих „Списи” у којем се поред Мојсијевих свитака помиње и Аврамови свици и Књиге ранијих откривења.[87:18–19]

### Књига Јована Крститеља
Књига Јована Крститеља (арап. كتاب يحيى) спис је на који се помиње у Курану.[19:12] Већина научника и муслимана вјерује да се стих односи на Тору (Таврат), али неки научници сугеришу да би се могао односити на манџанске списе као што су мандејске Велика ризница и Књига о Јовану или неки други изгбуљени дио Светог писма, иако ово мишљење није уобичајено.